# Pamela C. Rasmussen
Pamela Cecile Rasmussen (16 d'octubre del 1959) és una ornitòloga nord-americana experta en ocells d'Àsia. Al principi va ser una investigadora associada a l'Institut Smithsonian, a Washington D. C. i treballa a la Universitat Estatal de Michigan. També està associada a altres centres de recerca rellevants del país i del Regne Unit.
Les primeres investigacions de Rasmussen van ser sobre els ocells marins de Sud-amèrica i dels fòssils d'ocells a Amèrica del Nord. Més endavant, es va especialitzar en ocells d'Àsia i va descriure i classificar noves espècies, alhora que va clarificar l'estatus d'altres, sobretot de zosteròpids i rapinyaires nocturns. Més recentment, va participar en col·laboracions a gran escala sobre la biodiversitat en l'àmbit mundial i va avaluar l'estatus taxonòmic d'alguns voltors del sud d'Àsia.
Rasmussen va ser l'autora principal del llibre Birds of South Asia. The Ripley Guide, una destacada publicació per la quantitat d'espècies i zones geogràfiques que descriu en comparació de publicacions anteriors. En estudiar espècimens d'ocells de museus per escriure l'obra, va descobrir els fraus a la documentació i l'abast dels robatoris que va perpetrar l'ornitòleg britànic Richard Meinertzhagen en aquestes institucions.

## Biografia i carrera
Pamela C. Rasmussen és filla de Helen Rasmussen, pertanyent a l'Església Adventista del Setè Dia, i de Chester Murray Rasmussen, un metge que va abandonar la família quan tant Pamela com les seves germanes eren petites. L'interès pels ocells va començar quan la mare li va regalar una edició per a joves del llibre Birds of the World d'Oliver Austin; després d'això, sempre va demanar llibres sobre ocells com a regal. Va obtenir el mestratge en 1983 a la Universitat de Walla Walla, una institució afiliada a l'Església Adventista, localitzada al sud-est de Washington i el doctorat, a la Universitat de Kansas el 1990, on va estudiar els corbs marins i va adquirir coneixements sobre la teoria de l'evolució, coses que no li va ensenyar la seva alma mater.

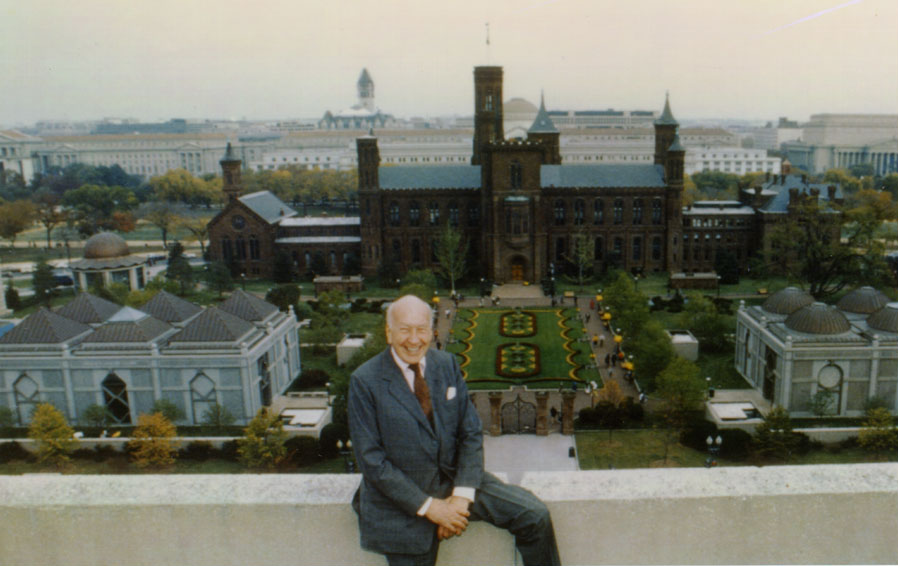
Fotografia de S. Dillon Ripley, de la qual Rasmussen era asistent i ajudant.

Rasmussen és professora assistent visitant de zoologia i conservadora assistent de museus de mastologia i ornitologia a la Universitat Estatal de Michigan (MSU), després d'haver estat investigadora associada de l'eminent ornitòleg americà Sidney Dillon Ripley a l'Smithsonian Institution de Washington, D.C. És membre del Comitè de Classificació Nord-americana (NACC) de l'American Ornithological Society (AOS), científica associada del grup d'ocells de la secció de zoologia del Museu d'Història Natural de Londres a Tring i editora associada de The Ibis, la revista científica de la British Ornithologists' Union. És científica afiliada al Field Museum of Natural History i fundadora i editora d'AVoCet, el centre de vocalitzacions d'ocells de la MSU. El 2020 va substituir l'ornitòleg Frank Gill com a editora de la IOC World Bird List, una llista en línia mantinguda en nom del Congrés Ornitològic International.
Pamela Rasmussen està casada amb el doctor Michael D. Gottfried, qui és conservador de paleontologia, professor associat de geologia i director del Centre d'Estudis Integrals de Ciència General a la mateixa institució educativa.

## Aspectes destacats de la recerca

### Ocells marins sud-americans
El primer treball de Rasmussen es va centrar principalment en estudis de la sistemàtica, ecologia i el comportament dels ocells marins de la Patagònia, en particular els corbs marins. Va estudiar les variacions del plomatge dels individus juvenils de corbs marins imperials (Leucocarbo atriceps), corbs marins carunculats (Phalacrocorax carunculatus) i corbs marins cama-roig (P. gaimardi), i va utilitzar patrons de plomatge i comportament per establir relacions entre els corbs marins carunculats i els corbs marins imperials. També va revisar els hàbits de pesca dels corbs marins neotropicals (P. brasilianus).

### Ocells asiàtics

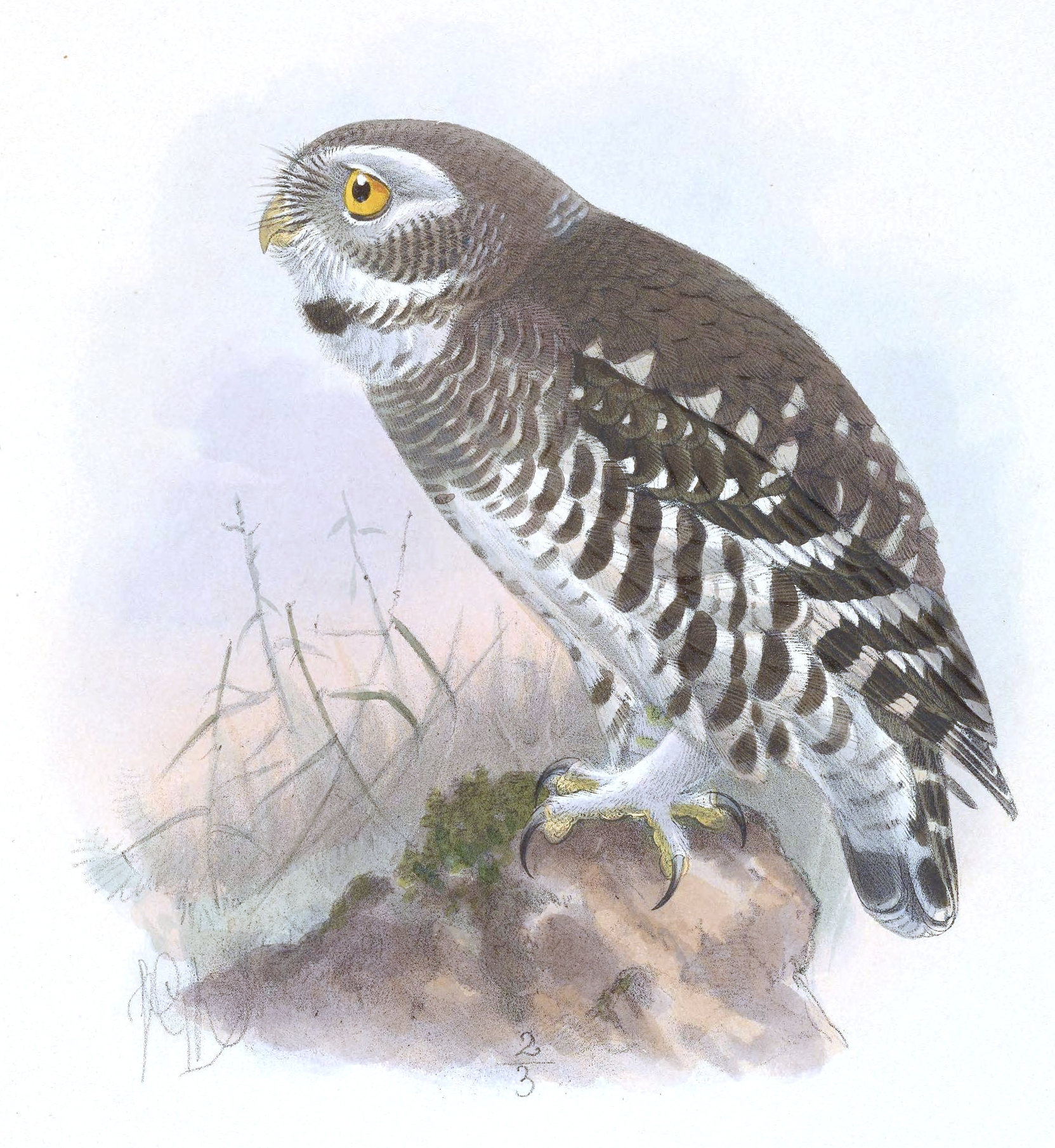
Una pintura del mussol de Blewitti de 1891, que va ser redescobert per Rasmussen el 1997.

Rasmussen va descriure quatre noves espècies d'ocells asiàtics a partir de l'estudi d'espècimens de museu. El xot de Gran Nicobar (Otus alius), el xot de Gran Sangihe (Otus collari), i el ninox canyella (Ninox ios), endèmic de Sulawesi, tots el 1998, i la boscaler de Taiwan (Locustella alishanensis) l'any 2000.
Va redescobrir el mussol de Blewitti (Athene blewitti), que no s'havia vist des del 1884, a l'oest de l'Índia, després que les recerques prèvies de S. Dillon Ripley, Salim Ali i altres haguessin fracassat perquè es basaven en documentació falsa de Richard Meinertzhagen. El novembre de 1997, Rasmussen i Ben King, del Museu Americà d'Història Natural, van passar deu dies buscant sense èxit dues localitats de l'est de l'Índia abans de desplaçar-se cap a l'oest fins a l'hàbitat d'un altre exemplar antic, on King va veure un mussol petit i corpulent amb potes curtes i amb plomes blanques i urpes enormes, que Rasmussen va confirmar com l'espècie objectiu mentre era enregistrada en vídeo i fotografiada.
Amb els seus col·legues, va aclarir la taxonomia dels zosteròpids d'Indonèsia, establint l'estatus específic del Zosterops nehrkorni (zosterop de les Sangihe) i del Z. stalkeri (zosterop de Seram) i va confirmar la identitat del xot de Sri Lanka (Otus thilohoffmanni), que havia estat descobert originalment a Sri Lanka per l'ornitòleg local Deepal Warakagoda.

El zosterop de les Togian (Zosterops somadikartai), identificat com una nova espècie per Rasmussen i els seus col·legues el 2008.

El faisà imperial (Lophura × imperialis) és un ocell rar que es troba als boscos del Vietnam i Laos. Rasmussen i els seus col·laboradors es va basar en la morfologia, experiments d'hibridació i anàlisi d'ADN per demostrar que aquest faisà, que anteriorment es considerava en perill crític d'extinció, és en realitat un híbrid natural entre el faisà del Vietnam (Lophura hatinhensis) i la subespècie annamensis del faisà argentat (L. nycthemera).
Amb una monografia del 2008 l'ornitòloga va tornar a l'estudi sobre la taxonomia dels zosteròpids, i va descriure formalment el zosterop de les Togian (Zosterops somadikartai), una espècie endèmica de les illes Togian d'Indonèsia una espècie que, a diferència de la majoria dels seus parents, no té l'anell blanc al voltant de l'ull distintiu d'aquesta espècie d'ocells. Rasmussen va esmentar que allò distintiu d'aquesta espècie no és només l'aparença, sinó el reclam, que sona més agut i amb menor variació en la freqüència que les d'altres espècies emparentades.
L'interès de Pamela Rasmussen pels ocells asiàtics la va portar a participar en projectes més específicament dirigits a la conservació. Dos voltors del Vell Món (Gyps), el voltor dorsiblanc asiàtic de l'Índia, (Gyps bengalensis), i el voltor becfí (G. tenuirostris) , van patir una disminució de la població del 99% al sud d'Àsia a causa de l'enverinament per diclofenac, un fàrmac veterinari que causa insuficiència renal en els ocells que han menjat les restes de bestiar tractat. Rasmussen va demostrar que hi ha dues espècies diferents de voltor becfí: el voltor de l'Índia (G. indicus) i el voltor becfí (G. tenuirostris). Això és important per a la conservació, ja que s'ha establert un programa de cria en captivitat per ajudar a la recuperació de les espècies de voltors en risc.

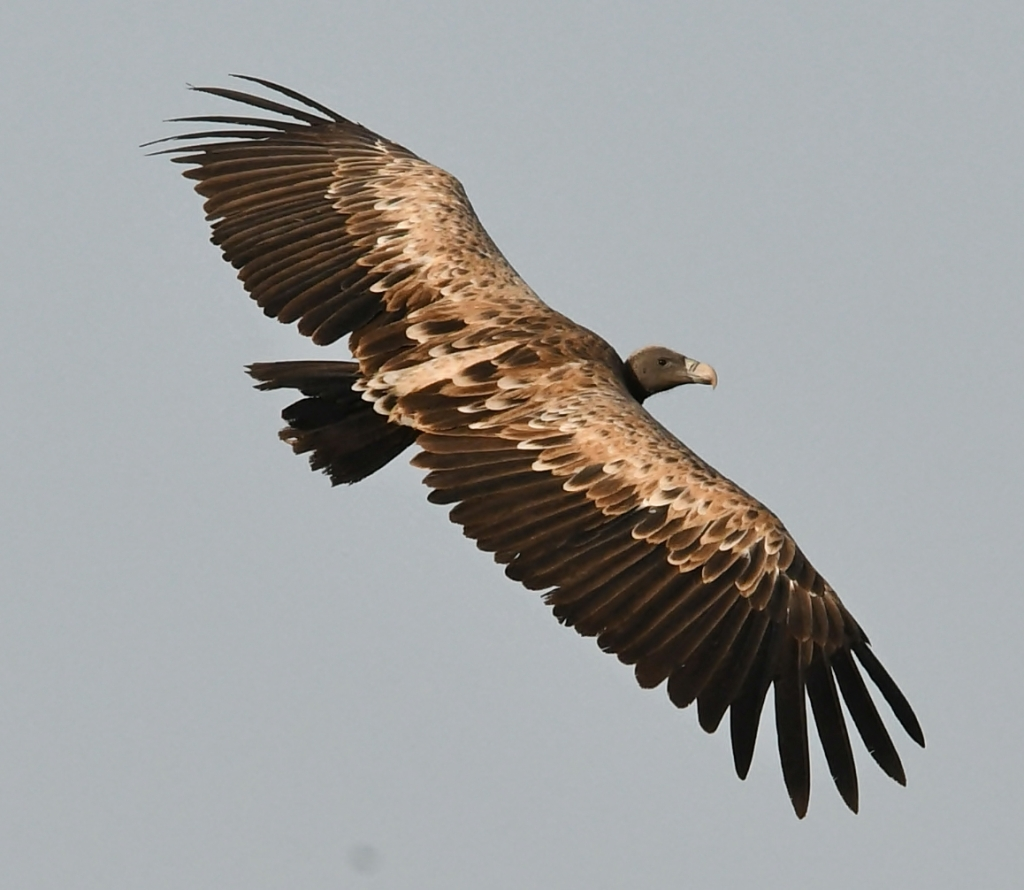
Voltor de l'Índia, una espècie vulnerable recentment dividida com a resultat de la investigació de Rasmussen sobre el gènere Gyps.

### Biodiversitat
El 2005, Rasmussen va formar part d'una gran col·laboració multiinstitucional que investigava les zones sensible de biodiversitat ("punts calents"), que tenen un paper destacat en la conservació. L'estudi va avaluar quantitativament les ubicacions per a tres criteris de diversitat d'ocells: la riquesa d'espècies, el nivell d'amenaça i el nombre d'espècies endèmiques. Els resultats van demostrar que els punts calents no mostraven la mateixa distribució geogràfica per a cada factor. Només el 2,5% de les zones sensibles són comunes als tres aspectes de la diversitat, amb més del 80% dels punts calents registrats només en un criteri. Cada criteri explicava menys del 24% de la variació en els altres factors, cosa que suggereix que fins i tot dins d'una sola classe taxonòmica, diferents mecanismes són responsables de l'origen i el manteniment de diversos aspectes de la diversitat. En conseqüència, els diferents tipus de zones sensibles també varien molt en la seva utilitat com a eines de conservació.
El treball recent de Rasmussen s'ha concentrat en més col·laboracions a gran escala amb el mateix grup d'institucions que estudien els patrons globals de biodiversitat. Un estudi sobre la riquesa d'espècies i la mida de la distribució geogràfica no va mostrar la disminució de la mida de la distribució des de les regions temperades fins als tròpics que s'havia assumit anteriorment; tot i que aquest patró era en gran part cert a l'hemisferi nord, no semblava aplicar-se a l'hemisferi sud. La investigació que avaluava la relació entre l'extinció i l'impacte humà va mostrar que, després de controlar la riquesa d'espècies, els millors predictors del patró global de risc d'extinció són les mesures de l'impacte humà, amb els factors ecològics de importància secundària. Un examen de la distribució d'espècies vertebrades rares i amenaçades va mostrar patrons diferents per a les espècies d'ocells, mamífers i amfibis, cosa que té conseqüències per a les estratègies de conservació basades en zones sensibles.
Altres estudis de Rasmussen i els seus col·legues internacionals van examinar la importància de la disponibilitat d'energia, i un article del 2007 va mostrar que els patrons globals de renovació espacial estan impulsats principalment per espècies generalitzades en lloc de restringides. Això complementa altres treballs i ajuda a establir un model unificat de com varia la biodiversitat terrestre en i entre les principals masses terrestres de la Terra.

### Paleoornitologia
Un jaciment fòssil localitzat en una rasa prop de Cheswold, Delaware, creada durant la construcció d'una autopista, va desenterrar 11 exemplars de fòssils fragmentat d'ocells i no associats, que Rasmussen va identificar com restes d'una petita calàbria, una petita espècie semblant a una gavina i cinc exemplars d'un ocell marí semblant a un mascarell, probablement Morus loxostylus, una espècie comuna al Miocè. Totes aquestes formes ja es coneixien d'un jaciment a la badia de Chesapeake, Maryland. Les troballes suggereixen que el jaciment de Delaware era la zona propera a la costa d'una gran badia en el moment de la deposició.
Rasmussen també va participar en una revisió de fòssils d'ocells de dipòsits del Miocè i el Pliocè a Carolina del Nord. Les troballes van incloure una calàbria del Miocè inferior (Colymboides minutus), diversos ànecs, un xatrac amb cresta molt semblant al xatrac reial bec-roig (Sterna maxima) i un membre del gènere dels corbs, un dels pocs ocells passeriformes fòssils d'aquell període. La revisió va trobar que els fòssils d'aquest període generalment s'assemblen molt a una espècie o gènere modern, i els que no ho fan normalment es poden situar en una família moderna amb un cert grau de precisió.
Birds of South Asia

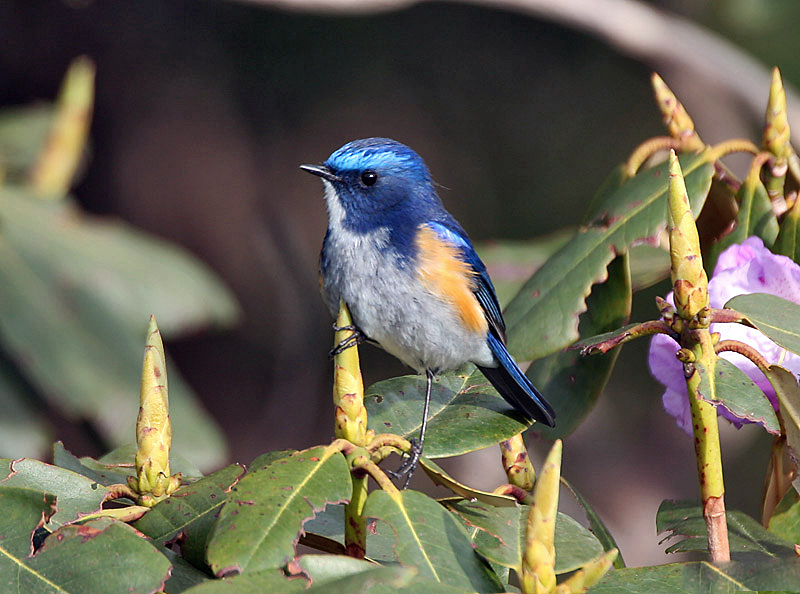
Tarsiger rufilatus, una espècie descrita a Birds of South Asia.

El 1992, Rasmussen va assumir el càrrec d'assistent de S. Dillon Ripley, l'exsecretari de l'Smithsonian Institute, que tenia previst produir una guia definitiva dels ocells del sud d'Àsia. Quan va emmalaltir poc després de començar el projecte, Rasmussen va assumir el projecte i, amb l'artista John C. Anderton, va publicar Birds of South Asia: The Ripley Guide, una guia d'ocells en dos volums dedicat al subcontinent indi que va ser la primera guia de camp per a la zona que incloïa sonogrames. El volum 1 conté la guia de camp amb més de 3400 il·lustracions en 180 làmines i més de 1450 mapes en color. El volum 2 (Atributs i estat) proporciona mesures d'espècimens, dades sobre identificació, estat, distribució i hàbits. Les vocalitzacions es descriuen a partir d'enregistraments i hi ha més de 1000 sonogrames.
Es tracten 1508 espècies que han existit a l'Índia, Bangladesh, Pakistan, Nepal, Bhutan, Maldives, l'arxipèlag de les Chagos i l'Afganistan, incloent-hi 85 espècies hipotètiques i 67 "possibles", de les quals només es donen breus apunts. Els aspectes notables de Birds of South Asia són la base d'evidències de distribució (els autors del llibre van basar la seva informació de distribució gairebé completament en espècimens de museu) i el seu enfocament taxonòmic, que implica un gran nombre de divisions en l'àmbit d'espècie. El seu abast geogràfic també era més gran que el de les obres més antigues, sobretot en la inclusió de l'Afganistan.
Moltes formes al·lopàtriques anteriorment considerades com a coespecífiques són tractades per Rasmussen i Anderton com a espècies de ple dret. La majoria d'aquestes havien estat proposades anteriorment en altres llocs, però el llibre va introduir diverses innovacions pròpies. Els experts en ocells asiàtic, Nigel Collar i John Pilgrim, van analitzar el 2008 els canvis proposats per Rasmussen i Anderton, indicant quins havien estat proposats anteriorment per altres autors i quins eren nous i requerien més justificació.
Tot i que les crítiques a la premsa sovint van ser favorables, també n'hi va haver de negatives. Peter Kennerley, autor i expert en ocells asiàtics, va considerar que algunes de les il·lustracions són petites i cridaneres o tècnicament inexactes. També va esmentar que la dependència excessiva d'espècimens de museu, de vegades molt antics, i el rebuig de la gran quantitat de dades d'observació presentades per ornitòlegs aficionats viatgers és un error, i afirma que moltes de les decisions taxonòmiques semblen ser eleccions aleatòries, no avalades per investigacions publicades.

A part del frau de Meinertzhagen, que es discuteix a la secció següent, i la mort de S. Dillon Ripley, altres problemes en la redacció de Birds of South Asia van ser la pèrdua de la base de dades principal de mapes i pells d'espècimens mal preparades durant un viatge a Birmània. També hi va haver dificultats per conciliar fonts, retards en la producció d'il·lustracions i mapes, i en l'obtenció de dades fiables per a zones "difícils" com Assam, Arunachal Pradesh, Bangladesh i Afganistan. Les illes Andaman i Nicobar també presentaven seriosos reptes pel que fa a l'estatus i la taxonomia de les seves avifaunes.
Rasmussen, en una monografia de 2005, va analitzar si la taxonomia revisada del llibre, amb les nombroses divisions d'espècies, tenia implicacions significatives pel que fa a la conservació, però va considerar que l'efecte sobre la riquesa d'espècies al sud d'Àsia era limitat i que només tindria un impacte moderat en la conservació, augmentant el nombre d'espècies potencialment amenaçades a la regió del 6% del total d'avifauna a aproximadament el 7%.

### El frau de Meinertzhagen
Rasmussen va revelar la veritable magnitud del gran frau perpetrat per l'eminent oficial britànic, ornitòleg i expert en polls d'ocells, el coronel Richard Meinertzhagen. Meinertzhagen, que va morir el 1967, va ser autor de nombroses obres taxonòmiques i d'altres tipus sobre ocells, i posseïa una vasta col·lecció d'exemplars d'ocells i polls d'ocells; era considerat un dels millors ornitòlegs de la Gran Bretanya. Tanmateix, l'ornitòleg britànic Alan Knox havia analitzat la col·lecció d'ocells de Meinertzhagen al Museu Zoològic Walter Rothschild de Tring, Regne Unit, a principis dels anys noranta, i havia descobert un frau significatiu que implicava el robatori d'exemplars de museus i la falsificació de la documentació que l'acompanyava.

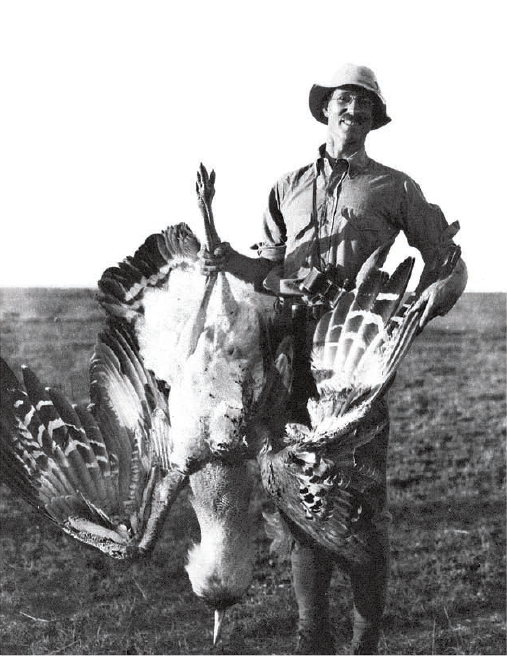
Richard Meinertzhagen exhibint un pioc salvatge kori a Nairobi en 1915.

Quan investigava per a Birds of South Asia, Rasmussen va examinar desenes de milers d'exemplars d'ocells, ja que el difunt S. Dillon Ripley havia afavorit fermament l'ús d'exemplars de museu per determinar quins ocells incloure. Juntament amb Robert Prys-Jones del Museu d'Història Natural, va demostrar que el frau de Meinertzhagen, que feia dècades que se sabia, era molt més extens del que es pensava al principi. Molts dels 20.000 exemplars d'ocells de la col·lecció havien estat reetiquetats amb la indicació d'on es van recollir. La documentació falsa va retardar el redescobriment del mussol de Blewitt (Athene blewitti), ja que les cerques anteriors s'havien basat en els registres falsificats de Meinertzagen. L'expedició reeixida de Rasmussen els va ignorar i va buscar a les zones identificades pels exemplars genuïns restants.
Meinertzhargen havia estat vetat a la Sala d'Ocells del Museu d'Història Natural durant divuit mesos per retirada no autoritzada d'exemplars, i el personal va documentar les sospites que estava robant exemplars i material de la biblioteca durant més de trenta anys, arribant dues vegades a la vora del processament.
Els registres falsificats identificats per Rasmussen i Prys-Jones incloïen albiraments a gran altitud del simitarra bec de coral (Pomatorhinus ferruginosus), un papamosques de Caixmir (Ficedula subrubra) fora de la seva àrea de distribució, i registres hivernals a l'Himàlaia del papamosques rovellat (Muscicapa ferruginea) i del papamosques d'Arunachal Pradesh (Cyornis magnirostris) (aleshores tractat com una subespècie de C. banyumas). Tanmateix, alguns registres com els del pardal de l'Afganistan (Montifringilla theresae), una espècie que va descriure Meinertzhagen, semblen ser genuïns.